# Marc Arian
Ne doit pas être confondu avec Marc Aryan.
Pour les articles homonymes, voir Arian.
Marc Arian est un acteur français, d'origine arménienne.

## Filmographie

### Cinéma
- 1950 : Casimir de Richard Pottier : Un collaborateur participant à la réunion
- 1952 : Monsieur Leguignon lampiste de Maurice Labro : Un homme à la vente aux enchères
- 1952 : Massacre en dentelles d'André Hunebelle : Un danseur
- 1953 : La Vie d'un honnête homme de Sacha Guitry : Mr Valembray, un chef de service
- 1954 : Port du désir de Edmond T. Gréville : Un danseur
- 1955 : L'Impossible Monsieur Pipelet de André Hunebelle : Un spectateur à la boxe
- 1956 : Les Duraton de André Berthomieu : Un homme au tribunal
- 1957 : Les Suspects de Jean Dréville : Un spectateur au cinéma
- 1957 : À pied, à cheval et en voiture de Maurice Delbez : Un témoin de l'accrochage
- 1959 : Bobosse d'Étienne Périer : Un spectateur
- 1959 : 125, rue Montmartre de Gilles Grangier : Un consommateur / Un vendeur de journaux
- 1959 : Messieurs les ronds-de-cuir de Henri Diamant-Berger : Un extra lors de la réception de 1958
- 1960 : Le Président de Henri Verneuil : Un domestique de la chambre du conseil
- 1960 : L'Affaire d'une nuit de Henri Verneuil : Marcel, un serveur du restaurant
- 1962 : Le Diable et les Dix Commandements de Julien Duvivier : Un homme à la confrontation
- 1962 : Mélodie en sous-sol de Henri Verneuil : Un comptable de M. Grimp
- 1963 : Maigret voit rouge de Gilles Grangier : L'employé des cartes-grises
- 1963 : Carambolages de Marcel Bluwal : Un huissier
- 1963 : Charade, de Stanley Donen : Un passager du métro
- 1964 : Monsieur de Jean-Paul Le Chanois : Un client du self-service
- 1964 : Une ravissante idiote de Édouard Molinaro : Un serveur
- 1964 : Du grabuge chez les veuves de Jacques Poitrenaud : Un homme à l'enterrement
- 1964 : Des pissenlits par la racine de Georges Lautner : Un joueur de tiercé / Un figurant au théâtre
- 1964 : Fantomas de André Hunebelle : Un invité et un joueur
- 1965 : Du rififi à Paname de Denys de La Patellière : Un client du cabaret
- 1965 : Quoi de neuf, Pussycat ? (What's new Pussycat?) de Clive Donner et Richard Talmadge
- 1965 : L'Amour à la chaîne de Claude de Givray : Le dernier invité
- 1965 : La Métamorphose des cloportes de Pierre Granier-Deferre
- 1966 : Trois enfants dans le désordre de Léo Joannon : Un extra à la noce
- 1966 : Le Grand Restaurant de Jacques Besnard : Un dineur
- 1966 : Un idiot à Paris de Serge Korber : Le faux aveugle qui s'esquive du commissariat
- 1966 : Le Jardinier d'Argenteuil de Jean-Paul Le Chanois : Un cafetier
- 1968 : Le Clan des Siciliens de Henri Verneuil : Le diamantaire dans l'avion
- 1969 : L'Aveu de Constantin Costa-Gavras : Un avocat
- 1970 : Ces messieurs de la gâchette de Raoul André : L'homme au vélo sur la berge
- 1971 : Les Assassins de l'ordre de Marcel Carné : Un journaliste
- 1971 : Le Casse de Henri Verneuil : Le propriétaire du restaurant
- 1972 : Le Tueur de Denys de La Patellière : Le rabatteur de film "cochon"
- 1973 : Les Hommes de Daniel Vigne : Le président du tribunal correctionnel
- 1976 : Le Corps de mon ennemi de Henri Verneuil : Un assesseur
- 1984 : Un amour de Swann de Volker Schlöndorff : Le valet de Swann

### Télévision
- 1964 : Les Cinq Dernières Minutes : 45 tours... et puis s'en vont de Bernard Hecht
- 1965 : Les Cinq Dernières Minutes, épisode Bonheur à tout prix de Claude Loursais
- 1966 : Beaumarchais ou 60000 fusils (Téléfilm) : Basile
- 1967 : Salle n°8 (série télévisée) : un patient qui n'ose plus manger (ép. 55)
- 1971 : Tang (série télévisée) : Un agent de police (ép. 1, 8)
- 1972 : La malle de Hambourg (série télévisée) : L'agent de surveillance
- 1973 : L'étang de la Breure (série télévisée) : Lucien
- 1974 : La Folie des bêtes (série télévisée) : Le paysan
- 1974 : Le Petit Docteur (série télévisée) : Bahnwärter
- 1977 : Les Folies Offenbach, épisode Le Train des cabots de Michel Boisrond
- 1977 : Un juge, un flic de Denys de La Patellière, première saison (1977), épisode : Le Crocodile empaillé : Le juge Raymond
- 1978 : Les Folies Offenbach, épisode Le Passage des Princes de Michel Boisrond
- 1981 : Nana (série télévisée)
- 1990 : Paparoff (série télévisée)

## Théâtre
- 1985 : Le Balcon de Jean Genet, mise en scène Georges Lavaudant, Comédie-Française
- 1989 : Le Misanthrope de Molière, mise en scène Simon Eine, Comédie-Française